# Milán-San Remo 2013
La Milán-San Remo 2013 fue la 104.ª edición de esta clásica ciclista de primavera. Se disputó el domingo 17 de marzo de 2013 por el recorrido habitual de los últimos años de 298 km; sin embargo, finalmente fueron 245 km tras diversas modificaciones sobre la marcha debido a inclemencias meteorológicas respetándose los últimos 85 km de los últimos años. Fue la primera vez que se disputó en domingo, siempre se ha disputado en sábado, debido a razones logísticas y propagandísticas, entre otras.
Formó parte del UCI WorldTour 2013.  
Participaron 25 equipos (los mismos que en la Tirreno-Adriático 2013, más los de categoría Profesional Continental del Androni Giocattoli-Venezuela, IAM Cycling y Bardiani Valvole-CSF Inox). Formando así un pelotón de 200 ciclistas (el límite de ciclistas para carreras profesionales) de 8 corredores cada equipo, de los que acabaron 135.
El ganador final fue Gerald Ciolek tras encabezar un grupo de siete corredores. Completaron el podio Peter Sagan y Fabian Cancellara, respectivamente —que fueron los que se mostraron más activos en los últimos kilómetros—.

## Clasificación final
| Posición | Ciclista           | Equipo                  | Tiempo          |
| -------- | ------------------ | ----------------------- | --------------- |
| 1.       | Gerald Ciolek      | MTN Qhubeka             | 5 h 37 min 20 s |
| 2.       | Peter Sagan        | Cannondale              | m.t.            |
| 3.       | Fabian Cancellara  | RadioShack Leopard      | m.t.            |
| 4.       | Sylvain Chavanel   | Omega Pharma-Quick Step | m.t.            |
| 5.       | Luca Paolini       | Katusha                 | m.t.            |
| 6.       | Ian Stannard       | Sky                     | m.t.            |
| 7.       | Taylor Phinney     | BMC Racing              | m.t.            |
| 8.       | Alexander Kristoff | Katusha                 | a 14 s          |
| 9.       | Mark Cavendish     | Omega Pharma-Quick Step | m.t.            |
| 10.      | Bernhard Eisel     | Sky                     | m.t.            |

## Cambios y modificaciones en el recorrido
Debido a la nieve que cubría el Paso del Turchino la organización decidió neutralizar dicho ascenso y descenso recortando en 43 km la prueba. Posteriormente, debido a que seguían las incremencias meteorológicas, se decidió reiniciar la carrera en un nuevo lugar a 125 km de meta por lo que no se subió Le Maine, variando el recorrido inicial e incorporándose a él a 85 km de meta. Tras dichas decisiones la carrera se quedó en 242 km.
Por su parte Tom Boonen criticó a la organización por esa decisión y optó por abandonar ante su descontento. Él argumentaba que no era lógico dar la salida e improvisar la decisión de neutralizarla sobre la marcha pudiendo volver a entrar en la carrera corredores que estaban a punto de abandonar que se estimaba que eran unos 100. La organización solo contó el tiempo de ventaja de los escapados dando a los demás corredores el mismo tiempo en el pelotón.